# Tommaso Gnone
Tommaso Gnone (Torino, 29 luglio 1906 – Recco, 8 settembre 1988) è stato un pittore e incisore italiano.

## Biografia
Studia all'Accademia di Brera di Milano diplomandosi con abilitazione all'insegnamento del disegno. Inizia così il suo insegnamento a Milano nel Liceo Scientifico Vittorio Veneto a quel tempo di recente istituzione.
Oltre all'attività di docente, si dedica con assiduità all'incisione prediligendo la puntasecca per gli effetti pittorici che questa tecnica consente e per la sua immediatezza esecutiva.
Collabora con le sue opere di grafica con vari giornali quali il Corriere della Sera, L'Illustrazione Italiana e La Sera.
Dal 1938 inizia ad esporre assiduamente a mostre ufficiali: espone alla terza Quadriennale di Roma e alla Permanente di Milano nel 1939, e, nello stesso anno, alla Mostra dell'incisione italiana in Lituania, e poi, a cura della Biennale di Venezia, in Venezuela e in Messico. Nel 1941 e nel 1942 espone ancora alla Permanente, dove riceve il premio per l'incisione. Nel 1943 partecipa nuovamente alla Quadriennale romana; sono di questi anni i drammatici lavori dedicati alle distruzioni provocate dalla guerra.
Si dedica anche alla saggistica di argomenti di architettura, pubblicati da Hoepli in Milano. 
Nel 1947 prende parte a mostre d'incisione in Cile, in Svizzera e in Svezia; l'anno successivo espone a Monza e a Rio de Janeiro. 
Nel 1951 espone a Milano e ancora alla VI Quadriennale di Roma, mentre l'anno successivo partecipa a rassegne d'incisione a Forlì e a Sassari. 
A Venezia nel 1955 espone in Palazzo Ducale nella Mostra Nazionale d'incisione contemporanea e nel 1957 nella galleria Bevilacqua La Masa.

## Raccolte pubbliche
- Galleria d'Arte Moderna, Gabinetto delle stampe, Milano
- Istituto d'Archeologia e Storia dell'Arte, Roma
- Raccolta di disegni e stampe, Università di Pisa

## Opere
- Il giardino della villa, 1940, puntasecca, 145x156 mm
- Fiori e pipa, 1942, puntasecca, 110x83 mm
- Brianza, 1943, puntasecca, 128x155 mm
- Periferia, 1943, puntasecca, 143x193 mm
- Milano, via S.Vincenzo, 1943, puntasecca 150x198 mm
- Milano, via Gozzadini, 1943, puntasecca 138x220 mm
- Il baraccone, 1944, puntasecca, 145x185 mm
- Orti di periferia, 1947, puntasecca, 94x130 mm
- Pioggia di sera, 1948, puntasecca, 97x113 mm
- Montmarte, puntasecca, 138x186 mm
- La valle di Fiemme, puntasecca, 111x138 mm
- L'interno della Basilica di S.Ambrogio, 1950 , acquerello, 61x67 cm